# Ditis
Ditis a fost o editură franco-elvețiană înființată de Frédéric Ditis la Geneva în 1945.
În august 1946 sediul editurii a fost parțial transferat la Paris, mai întâi pe rue Choron nr. 4, apoi în sfârșit pe rue de Buci nr. 13. Editura a fost condusă de Paul Alexandre, un prieten al lui Ditis. O filială este situată la Bruxelles.
Axate pe literatura polițistă, de suspans, noir și științifico-fantastică, colecțiile Ditis s-au adresat unui public larg, inclusiv Détective-club, specializată în romane polițiste, care a publicat, între 1945 și 1955, un număr de 97 de cărți, și La Chouette, în care au apărut primele cărți ale tinerilor autori francezi și care conține 220 de cărți publicate cu coperți ilustrate de Giovanni Benvenuti.
Forța comercială a editurii Ditis s-a bazat pe metoda sa principală de distribuție: cărțile din colecția La Chouette, de exemplu, au fost vândute la prețul de 0,75 centime (75 de franci vechi) în magazinele Prisunic, Monoprix și altele. Ritmul publicațiilor a crescut de la 2 la 4 titluri pe lună, iar tirajul a ajuns la maxim 75.000 de exemplare. Printre autorii publicați se numără André Héléna, Gilles Perrault, Jean-Pierre Ferrière, Michel Averlant, Geneviève Manceron și David Goodis.
Editura Ditis și-a încetat activitatea în 1962. Între timp, fondatorul acesteia a lansat colecția J'ai lu (în 1958) și subcolecția J'ai lu policier (în 1963), în care au fost reeditate în anii 1960 mai multe romane publicate în colecția Détective-Club.